# Никитинский сельсовет (Курганская область)
Никитинский сельсовет — муниципальное образование со статусом сельского поселения в составе Катайского района Курганской области России. 
Центр — село Никитинское.

## История
В соответствии с Законом Курганской области от 6 июля 2004 года № 419 сельсовет наделён статусом сельского поселения.

## Население
| 1926 | 1989 | 2002 | 2010 | 2012 | 2013 | 2014 |
| ---- | ---- | ---- | ---- | ---- | ---- | ---- |
| 2669 | ↘608 | ↘496 | ↘395 | ↘378 | ↘359 | ↘330 |
| 2015 | 2016 | 2017 | 2018 | 2019 | 2020 |      |
| ↗331 | ↗339 | ↗344 | ↘335 | ↘330 | ↘323 |      |

## Состав сельского поселения
| № | Населённый пункт | Тип населённого пункта       | Население |
| - | ---------------- | ---------------------------- | --------- |
| 1 | Водолазово       | деревня                      | ↘33       |
| 2 | Водолазово       | посёлок                      | ↘8        |
| 3 | Гравийный        | посёлок                      | ↘0        |
| 4 | Ипатова          | деревня                      | ↘165      |
| 5 | Малая Горбунова  | деревня                      | →8        |
| 6 | Никитинское      | село, административный центр | ↘146      |
| 7 | Чуга             | деревня                      | ↘35       |